# Rock It (Prime Jive)
Pour les articles homonymes, voir Rockit.
Pistes de The Game
Crazy Little Thing Called Love
(5) Don't Try Suicide
(7)
Rock It (Prime Jive) est une chanson du groupe britannique Queen, écrite par le batteur Roger Taylor. Elle est la sixième chanson de l'album The Game. Elle est la face B du single  Need Your Loving Tonight.

## Production
Rock It (Prime Jive) débute par une introduction guitare-voix. La partie de guitare jouée en arpège accompagne la voix cristalline et puissante de Freddie Mercury. Un effet d'écho est utilisé pour renforcer la côté nostalgique des vieux morceaux de rock 'n' roll. Cette première partie a pour effet de lier le passé du rock avec le rock du présent (ici des années 1980).
Cette introduction prend fin par une attaque de batterie avec une guitare incisive. C'est le passage dans le présent. La musique est plus rude, avec une attaque à la limite du hard rock ; néanmoins les riff de guitares sont issus d'un rock du passé, avec des réminiscences de blues. Quelques bruitages électronique sont intégrés dans la chanson pour donner un petit côté moderne. Le texte de la chanson parle aussi bien aux jeunes générations du passé, du présent et du futur, avec cette envie de rébellion et de fêtes.
Sur l'album, c'est Freddie Mercury qui chante l'introduction en duo guitare-voix. Roger Taylor interprète tout le reste de la chanson. En concert, Freddie Mercury chante l'intégralité de la chanson.
Les influences pour cette chanson sont évidentes : c'est le rock 'n' roll ainsi que le blues. Cette chansons est empreinte de nostalgie, tout en voulant montrer qu'avec du vieux on peut faire du neuf[Interprétation personnelle ?].